# Безквиткова пасажирка
Безквиткова пасажирка (рос. «Безбилетная пассажирка») — радянський художній фільм 1978 року.

## Сюжет
Відбулася випадкова зустріч двох молодих штукатурів Антона (Костянтин Кравінський) і Ніни (Тетяна Догілева). Ця зустріч круто змінює їхнє життя, вони вирішують відправитися на будівництво БАМу. Але Ніна забуває купити квиток на поїзд. З цього моменту і починаються неймовірні пригоди героїв. Під час повного несподіванок подорожі до Азовського моря герої прив'язуються один до одного. Незабаром вони зрозуміють, що це любов…

## У ролях
- Тетяна Догілева —  Ніна
- Костянтин Кравінський —  Антон
- Григорій Лямпе —  замначальника будівництва
- Амурбек Гобаш —  Тофік Максудович
- Тигран Давидов —  батько Антона
- Ольга Торбан —  Саня Шарапова
- Наталія Харахоріна —  Олена Гущина
- Марина Щігарева —  Маша Сизова
- Юрій Чигров —  Подима
- В'ячеслав Гостинський —  пасажир з квитком
- Віктор Камаєв —  капітан міліції
- Юрій Потьомкін —  хлопець в кінотеатрі
- Тамара Яренко —  буфетниця
- Сергій Ніколаєв —  бригадир
- Манефа Соболевська —  адміністратор в готелі

## Знімальна група
- Автор сценарію: Володимир Сухоребрий
- Режисер:  Юрій Побєдоносцев
- Оператор:  Борис Середін
- Композитор: Лариса Критська
- Художник:  Людмила Безсмертнова